# Juri Jewgenjewitsch Lorenzson
Juri Jewgenjewitsch Lorenzson (russisch Юрий Евгеньевич Лоренцсон; englisch Yuriy Lorentsson; * 2. Dezember 1930 in Leningrad, Russische SFSR, Sowjetunion; † 2003) war ein sowjetischer Ruderer. Der 1,71 m große Steuermann nahm an fünf olympischen Regatten teil und gewann dabei zwei Medaillen.

## Sportliche Karriere
Der für Trud Leningrad antretende Lorenzson schied bei den Olympischen Spielen 1960 mit dem sowjetischen Achter im Hoffnungslauf aus. Zwei Jahre später war er Steuermann des neu zusammengesetzten Achters, der bei den Weltmeisterschaften 1962 die Silbermedaille hinter dem Deutschland-Achter gewann. Auch bei den Europameisterschaften 1963 und 1964 siegte der Deutschland-Achter vor dem sowjetischen Achter mit Juri Lorenzson. Bei der olympischen Regatta 1964 erreichte der sowjetische Achter den fünften Platz.
1967 siegten Wolodymyr Sterlyk, Antanas Bagdonavičius, Zigmas Jukna und Juozas Jagelavičius und Juri Lorenzson aus dem Achter von 1964 bei den Europameisterschaften 1967 im Vierer mit Steuermann. Die Europameister-Crew von 1967 saß bei den Olympischen Spielen 1968 im sowjetischen Achter und gewann die Bronzemedaille hinter dem Deutschland-Achter und den Australiern.
Vier Jahre später steuerte Lorenzson bei den Olympischen Spielen in München den sowjetischen Zweier mit Steuermann mit Wladimir Jeschinow und Nikolai Iwanow, der den fünften Platz belegte. Im Jahr darauf gewann Lorenzson mit dem sowjetischen Achter die Bronzemedaille bei den Europameisterschaften 1973 hinter den Booten aus der DDR und aus der Tschechoslowakei. Zum Abschluss seiner Karriere gewann Lorenzson bei den Olympischen Spielen 1976 zusammen mit Dmitri Bechterew und Juri Schurkalow die Silbermedaille im Zweier hinter dem Boot aus der DDR.